# Zungen-Steinbrech
Der Zungen-Steinbrech (Saxifraga callosa) ist eine Pflanzenart aus der Gattung Steinbrech (Saxifraga) in der Familie der Steinbrechgewächse (Saxifragaceae).

## Merkmale
Der Zungen-Steinbrech ist eine ausdauernde Pflanze, die Wuchshöhen von 20 bis 60 Zentimeter erreicht. Es sind viele nichtblühende Rosetten vorhanden. Die Rosetten-Blätter sind bezüglich Form und Größe variabel. Sie sind linealisch bis länglich lanzettlich, messen 30 bis 100 × 3 bis 6 Millimeter, sind ledrig-fleischig, ganzrandig, an der Vorderseite leicht zugespitzt, am Grund oftmals rötlich und erscheinen gekerbt aufgrund kalkausscheidender Grübchen. Der Stängel ist schlank, hängt bogig herab. Ab der Mitte verzweigt er sich rispig mit dem dichten und reichblütigen, mehr oder weniger kahlen und oftmals einseitswendigen Blütenstand. Die Blütenstiele sind dünn, rötlich und tragen vier oder mehr Blüten. Die Kronblätter sind weiß, dreinervig, oft am Grund punktiert und haben eine Länge von 6 bis 9 Millimeter.
Blütezeit ist von Mai bis Juli.
Die Chromosomenzahl der Unterart subsp. callosa ist 2n = 28.

## Vorkommen
Der Zungen-Steinbrech  in der Unterart subsp. callosa kommt in den Seealpen, den Ligurischen Alpen, dem Apennin, auf Sardinien und auf Sizilien montan und subalpin an Kalkfelsen in Höhenlagen von 500 bis 2000 Meter vor. 

## Unterarten
Man unterscheidet beim Zungen-Steinbrech zwei Unterarten:
- Saxifraga callosa subsp. callosa
- Saxifraga callosa subsp. catalaunica (Boiss. & Reuter) D.A. Webb; diese Unterart kommt nur in Nordspanien vor.

## Belege
1. ↑  Jaakko Jalas, Juha Suominen, Raino Lampinen, Arto Kurtto: Atlas florae europaeae. Band 12 (Resedaceae to Platanaceae). Seite 162, Helsinki 1999. ISBN 951-9108-12-2